# Adrapsa atratalis
Adrapsa atratalis là một loài bướm đêm trong họ Noctuidae.